# Elizabeth K. Weisburger
Elizabeth Amy Kreiser Weisburger (* 9. April 1924 in Finland, Pennsylvania; † 12. Februar 2019 in Rockville, Maryland) war eine US-amerikanische Chemikerin (Organische Chemie), die sich am National Cancer Institute 40 Jahre der Erforschung von Karzinogenen widmete.

## Leben
Elizabeth K. Weisburger wurde 1924 als Elizabeth Amy Kreiser in einem kleinen Dorf im Milford Township des Bucks County in Pennsylvania geboren. Ihre Eltern Raymond Samuel Kreiser und Amy Elizabeth Kreiser, geborene Snavely, hatten insgesamt zehn Kinder, waren Nachfahren deutscher Einwanderer und Lehrer im Bucks County. Die Familie 
zog kurz nach der Geburt von Elizabeth ins Lebanon County um, wo sie bis zum Alter von acht Jahren von der Mutter unterrichtet wurde. Später ging sie auf die Highschool in Jonestown, an der ihre Tante Lottie Snavely Englisch und Latein unterrichtete. Ab 1940 studierte sie am Lebanon Valley College Chemie, Mathematik und Physik und erlangte hier 1944 ihren Bachelor-Abschluss. Sie wechselte dann an die University of Cincinnati und arbeitete am dortigen Cancer Research Laboratory. 1947 promovierte sie in Organischer Chemie und heiratete im selben Jahr ihren Mitstudenten John H. Weisburger. Das Ehepaar blieb bis 1949 an der Universität und Elizabeth setzte ihre Forschungen am Cancer Research Laboratory fort, wo sie Karzinogene für das National Cancer Institute (NCI) synthetisierte.
1949 zog die Familie, ihr erster Sohn William Raymond wurde 1948 geboren, nach Bethesda, Maryland, wo beide als Postdoktoranden am NCI arbeiteten. Elizabeth K. Weisburger blieb für den Rest ihrer Karriere am National Cancer Institute und wirkte hier die nächsten vierzig Jahre bis zu ihrer Pensionierung im Jahre 1989. Ihr Forschungsschwerpunkt waren Aromatische Amine und Azofarbstoffe, deren karzinogene Wirkung sie an Nagetieren untersuchte. 1973 wurde sie Leiterin des Laboratory of Carcinogen Metabolism, einen Posten, den sie bis 1981 innehatte. Zwischen 1982 und 1983 war sie Adjunct Professors an der American University. Weiterhin war sie Mitherausgeberin mehrerer wissenschaftlicher Fachzeitschriften und wurde 1985 zudem Assistant Director der Division of Cancer Etiology des NCI.
Elizabeth K. und John H. Weisburger bekamen neben William Raymond (1948) noch zwei weitere Kinder, Diane Susan (1955) und Andrew John (1959). Die Ehe wurde 1974 geschieden und John H. Weisburger wurde später Direktor des Institute for Cancer Prevention in Valhalla, New York; er verstarb 2014 im Alter von 92 Jahren. Sie selbst starb am 12. Februar 2020 im Alter von 94 Jahren.

## Auszeichnungen (Auswahl)
- 1973: Meritorious Service Medal (U.S. Public Health Service)[1]
- 1980: CSW Hillebrand Award (American Chemical Society)[5]
- 1981: Garvan-Olin-Medaille (American Chemical Society)
- 1996: Herbert E. Stokinger Award (American Conference of Governmental Industrial Hygienists)[6]
- 2001: DCHS Tillmanns-Skolnick Award (American Chemical Society)[7]

## Werke (Auswahl)
- The Stereochemistry of Fluorene. Dissertation, University of Cincinnati, 1947.
- Mit Harry A. Milman: Handbook of Carcinogen Testing. 2. Auflage (1. Auflage 1985), Noyes Publications, 1994, ISBN 0-8155-1356-9.
- Mechanisms of Carcinogenesis. Kluwer Academic Publ., 1989, ISBN 978-0898389913.